# Zubácka brázda
Zubácka brázda je geomorfologická část podcelku Kobylináč v pohoří Bílé Karpaty. Rozprostírá se v severní části pohoří, přibližně 10 km západně od Púchova.

## Polohopis
Území se nachází na severu pohoří Bílé Karpaty a zabírá severní část podcelku Kobylináč. Má podlouhlý tvar západo-východní orientace, jehož centrální osu vytváří říčka Zubák. Velkou část brázdy zabírá intravilán obce Zubák s více samotami. Vnitrohorská kotlina sousedí pouze s částmi Bílých Karpat, konkrétně na jihu s mateřským podcelkem Kobylináč, na východě a severu s geomorfologickou částí Hladké vrchy. Severozápadním směrem navazuje pohoří podcelkem Kýčerská hornatina.
Tato část Bílých Karpat patří do povodí Váhu a východním směrem do řeky Váh směřuje i potok Zubák, který na území Zubácke brázdy přibírá několik menších přítoků. Kotlinové území je přístupné údolím potoka po silnici III / 1951 z Lednických Rovní, kde odbočuje z silnice II / 507 (Púchov - Nemšová).

## Chráněná území
Tato část pohoří leží mimo území Chráněné krajinné oblasti Bílé Karpaty. Rovněž se zde nenacházejí žádná zvláště chráněná území.

## Turismus
Severní okraj Bílých Karpat patří spíše mezi klidné a méně navštěvované oblasti. Centrem obce Zubák vede  zeleně značená trasa z jižně situované Lednice (se stejnojmennou ruinou hradu), pokračující severovýchodním směrem do Záriečie. Necelý kilometr východně od Zubácké brázdy je na Tlstej hore (651 m n. m.) vybudovaná rozhledna.